# Коротково (Біловський округ)
Коротко́во (рос. Коротково) — присілок у складі Біловського округу Кемеровської області, Росія.

## Населення
Населення — 389 осіб (2010; 444 у 2002).
Національний склад (станом на 2002 рік):
- росіяни — 96 %